# Göran Lundahl
John Carl Göran Lundahl, född 30 maj 1965, är en svensk jurist. Han är sedan mars 2024 lagman och domstolschef vid Stockholms tingsrätt.  

Lundahl tog juristexamen vid Lunds universitet 1990. Efter tingstjänstgöring vid Uddevalla och Stenungssunds tingsrätter 1990–1993 antogs han som fiskal i Kammarrätten i Göteborg men överfördes sedan till Hovrätten över Skåne och Blekinge, där han blev hovrättsassessor 1996. Efter tjänstgöring som rättssakkunnig och utredningssekreterare vid Socialdepartementet blev han rådman vid Gotlands tingsrätt 2001. Därefter blev han chefsrådman med ansvar för en av två nyinrättade migrationsavdelningar vid Länsrätten i Skåne län år 2006, chefsrådman med ansvar för domstolens skatteavdelning år 2008, lagman vid Förvaltningsrätten i Växjö 2010–2012, hovrättslagman i Hovrätten över Skåne och Blekinge 2012–2014 och lagman vid Lunds tingsrätt 2014–2021. Han tillträdde tjänsten som lagman vid Göteborgs tingsrätt i juni 2021 . Den 27 mars 2024 utnämndes han till lagman vid Stockholms tingsrätt . 
Han har varit verksam som särskild utredare eller expert i ett flertal statliga utredningar, exempelvis Tobaksdirektivsutredningen och Rymdlagsutredningen.